# Dark Side of the Spoon
Dark Side of the Spoon – studyjny album amerykańskiego zespołu Ministry, wydany w 1999.
Album ukazał się trzy lata po poprzedniej płycie, Filth Pig. Istnieją dwie interpretacje tytułu. Według pierwszej jest on parodią tytułu płyty Pink Floyd Dark Side of the Moon, według drugiej nawiązuje do stanów po przyjęciu heroiny. Jednym z singli było Bad Blood.

## Lista utworów
Opracowano na podstawie materiału źródłowego.
| Nr  | Tytuł utworu                      | Autorzy                                   | Długość |
| --- | --------------------------------- | ----------------------------------------- | ------- |
| 1.  | „Supermanic Soul”                 | Jourgensen, Barker, Svitek, Washam, Hukic | 3:13    |
| 2.  | „Whip and Chain”                  | Jourgensen, Barker, Coon, Svitek          | 4:23    |
| 3.  | „Bad Blood”                       | Jourgensen, Barker, Coon, Washam          | 4:59    |
| 4.  | „Eureka Pile”                     | Jourgensen, Barker, Svitek, Washam        | 6:22    |
| 5.  | „Step”                            | Jourgensen, Barker, Washam                | 4:06    |
| 6.  | „Nursing Home”                    | Jourgensen, Barker, Washam                | 7:02    |
| 7.  | „Kaif”                            | Jourgensen, Barker, Svitek, Washam        | 5:25    |
| 8.  | „Vex & Siolence”                  | Jourgensen, Barker, Svitek, Washam, Hukic | 5:24    |
| 9.  | „10 / 10”                         | Jourgensen, Barker, Svitek, Washam        | 3:43    |
| 10. | „Happy Dust” (utwór dodatkowy)    |                                           | 6:18    |
| 11. | „Linda Summertime” (utwór ukryty) |                                           | 1:55    |
|     |                                   |                                           | 52:50   |

## Twórcy albumu
Opracowano na podstawie materiału źródłowego.
- Paul Barker – gitara basowa, syntezator, wokale, produkcja
- Yvonne Gage – wokale
- Zlatko Hukic – gitara, elektronika
- Al Jourgensen – wokale, gitara, instrumenty klawiszowe, saksofon, banjo, produkcja
- Louis Svitek – gitara, elektronika
- Ty Coon – wokale
- Rey Washam – perkusja, syntezatory, elektronika